# França na Idade Média
A França na Idade Média, que ocupava uma área correspondente à França do presente, é um período histórico cronológico que surgiu com a morte de Luís I, o Piedoso em 840 e durou até a metade do século XV. A Idade Média na França foi marcada por:
1. Frância Oriental (843–987), as invasões vikings e a dissolução pacífica do Império Carolíngio por autoridades locais;
2. o surgimento do sistema Feudal com servos e a relação de suserania e vassalagem;
3. o crescimento da região sob poder da dinastia capetingia (987–1328) e suas lutas contra as expansões normanda e angevina;
4. um período de efusão artística e literário do século XII até o XIV;
5. a ascensão da Casa de Valois (1328–1589), a longa crise dinástica da Guerra dos Cem Anos com o Reino da Inglaterra (1337–1453) e a catastrófica epidemia da peste Negra (1348); e
6. a expansão da nação francesa no século XV e da criação de um senso de identidade francês.

## Geografia
A partir da Idade Média, os governantes franceses acreditaram que seus reinos tinham fronteiras naturais: os Pirenéus, os Alpes e o rio Reno. Isso foi usado como pretexto para uma política agressiva e constantes invasões. A autoridade do rei, contudo, não era homogênea em todas as partes do reino. As terras do reino eram muito diversificadas, as partes norte e central tinham um clima temperado, enquanto a parte sul tinha um clima mais parecido com o Mediterrâneo. Além das diferenças climáticas entre as partes norte e sul do reino, havia também particularidades devidas à topologia, particularidades que se faziam sentir principalmente nos Alpes, nos Pirenéus e no Maciço central. A França tem importantes rios que são usados para navegação, como o Loire, o rio Reno, o rio Sena e também o rio Garona. Esses rios foram formados antes que os demais e foram fundadas importantes cidades em seus leitos, mas eles eram separados por florestas, pântanos e outros terrenos.
Antes dos romanos conquistarem os gauleses, os gauleses vivam em vilarejos organizados em tribos maiores. Os romanos chamavam as tribos menores de pagos e as maiores de cividades. Esses pagos e cividades eram frequentemente tomadas como base para a administração imperial e sobreviveriam até a Idade Média quando suas capitais se tornavam centro dos bispados. Essas províncias religiosas iriam sobreviver até a Revolução francesa. Durante o Império Romano, os gauleses do sul eram mais populosos e por isso as terras episcopais se encontrariam lá primeiramente, enquanto ao norte as tribos eram menos numerosas devido às invasões bárbaras, embora fossem mais fortificadas.
Determinar o tamanho da França na Idade Média é complicado por distinções entre terras do rei (as "domaine royal") e terras em homenagem a outro senhor. A noção de res publica herdada da província romana de Gália não foi totalmente mantida pelo reino dos Francos e pelo Império Carolíngio, e pelos primeiros anos anos da Casa Capetiana, o Reino Francês era mais ou menos uma fantasia. O "royal domaine" dos capetianos estava limitado nas regiões em volta de Paris, Bourges e Sens. A maior parte do território francês era parte de Ducado da Aquitânia, do Ducado da Normandia, do Ducado da Bretanha, de Condado de Champanhe, do Ducado da Borgonha, e de outros territórios (para um mapa, veja Províncias da França). Embora os senhores dessas terras devessem homenagem ao rei pela sua posse, o que ocorria de fato é que o rei de Paris tinha pouco controle sobre essas terras. A influência real foi ainda obscurecida pela união da Normandia, da Aquitânia e da Inglaterra sob a dinastia plantageneta no século XII.

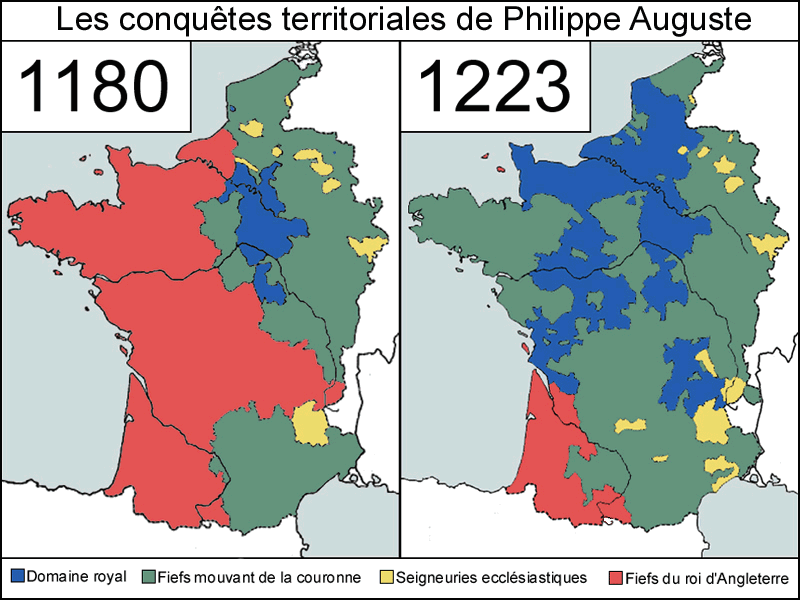
A expansão territorial francesa de Felipe II, 1180-1223
----
Terras reais
Terras capetianas
Terras Angevinas
Terras eclesiásticas

Felipe II realizou uma grande expansão no século XII, mas a maior parte dessa aquisição foi perdida pelo sistema real de "apanágio" (a doação de terra a membros reais para serem administradas) e por perdas na Guerra dos Cem Anos. Somente no século XV que Carlos VII e Luís XI tomariam controle da maior parte do território francês atual (exceto a Bretanha, Navarra, e partes de norte e do leste da França).
O clima na Europa na Idade Média era menos rigoroso que nos períodos que sucederam ou precederam. Historiadores se referem a isso como o "Período Medieval Quente", durante aproximadamente do século X ao XIII. Parte do crescimento populacional francês está diretamente relacionado a esse fenômeno e seu efeito nas plantações e colheita.

## Demografia
No fins da Idade Média, a França era a região mais populosa na Europa, superando a Espanha e a Itália por volta de 1430. No século XIV, antes da Peste Negra, a população total estimada era de 17 milhões. Paris, a maior cidade da Europa, tinha mais de 200 000 habitantes no século XII. A Peste Negra matou estimado um terço da população europeia desde seu surgimento em 1348. A concorrente Guerra dos Cem Anos vagarosamente recuperou. Isso seria em meados do século XVI antes da população recuperar o nível do século XIV.
No começo da Idade Média, a França era um centro de estudos judaico, mas aumentando a perseguição e uma séria de expulsões no século XIV, causou um sofrimento considerado do judeu na França.

## História

### O legado carolíngio
Durante os últimos anos do reinado de Carlos Magno, os vikings fizeram avanço no Norte e oeste de seu reino. Após sua morte em 814 seus sucessores foram incapazes de manter a unidade política e o império começou a se desagregar. O Tratado de Verdun de 843 dividiu o império e Carlos, o calvo governou a Frância Ocidental, correspondente a algo próximo da França atual.
Os avanços vikings aumentaram e suas temidas embarcações estavam navegando nos rios Loire e Sena, além de outros meios aquático para dentro do continente, causando estragos, furtos e espalhando o terror. Em 843, invasores vikings assassinaram o Bispo de Nantes e, anos depois, incendiaram a Igreja de São Martin em Tours e em 845 saquearam Paris. Durante o reinado de Carlos, o simples (898–922), Normandos de Rollo fixaram residência numa região vizinha do rio Sena, a jusante de Paris, e que se tornou a Normandia.

### Os capetíngeos
Os carolíngios tiveram o mesmo destino de seus antecessores: depois de uma briga pelo poder entre duas famílias, a ascensão (987) de Hugo Capeto, duque da França e conde de Paris, estabeleceu no trono a dinastia capetiana, a qual, com Valois e Bourbon, governou a França durante mais de 800 anos.
A era carolíngia teve o gradual surgimento de instituições para condicionar o desenvolvimento da França para os séculos que viriam: o reconhecimento pela coroa da autoridade administrativa de nobres do reino dentro de seus territórios em troca de sua lealdade (às vezes tênue) e apoio militar, um fenômeno facilmente visível na ascensão dos capetianos e prenunciou, de certa forma, a própria ascensão do poder do carolíngios.
A antiga ordem deixou a nova dinastia no imediato controle de um pouco além da metade do Sena e territórios adjacentes, enquanto os poderosos senhores como o conde de Blois nos séculos X e XI  acumulou grandes terras através de casamentos e de acordos com senhores menos nobres para proteção e apoio.
A área em volta do baixo Sena, cedida às invasões dos escandinavos como o ducado da Normandia em 911, tornou-se uma fonte particular de preocupação quando Duque Guilherme tomou posse do reino da Inglaterra na conquista normanda de 1066, fazendo ele e seus herdeiros serem o equivalente do rei fora da França (onde foi ainda nominalmente à Coroa)

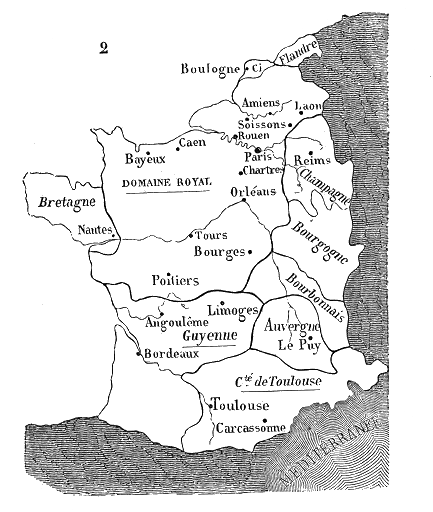
França em 1223

O pior estava a vir. Uma longa disputa de sucessão entre os descendentes de Guilherme acabou em 1154 com a coroação de Henrique II. Henrique tinha herdado o Ducado da Normandia através de sua mãe, Matilde da Inglaterra, e o país de Anjou de seu pai, Godofredo de Anjou, e em 1152, ele teria se casado com a ex-rainha francesa recém divorciada, Leonor da Aquitânia, que governou parte do sul da França. Após acabar com uma revolta liderada por Leonor e três de seus quatro filhos, Henrique tinha Leonor presa, fez do Duque da Bretanha seu vassalo e governou a parte ocidental da França com maior poder do que a Coroa Francesa. Porém, disputas entre os descendentes de Henrique pela divisão do território francês, juntamente com a longa disputa entre João da Inglaterra e Filipe II, permitiu que Filipe II recuperasse grande parte do território. Após a vitória francesa na Batalha de Bouvines em 1214, os monarcas ingleses tiveram poder apenas no Ducado da Aquitânia.
O século XII trouxe também importantes ganhos para a Coroa no sul, onde uma cruzada convocada pelo papa e pelo rei contra os hereges cátaros e albigenses da região (1209) levou à incorporação do Baixo (1229) e Alto (1271) Languedoque. O ataque de Filipe IV à Flandres (1300) não foi tão bem sucedido, terminando dois anos depois com a derrota de seus cavaleiros pelas tropas das cidades flamengas na Batalha das Esporas Douradas perto de Kortrijk (Courtrai).

#### São Luís

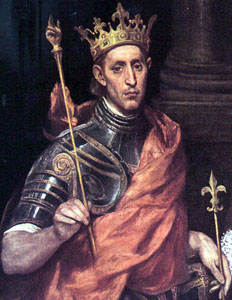
São Luís viu a expansão cultural francesa no mundo Cristão Ocidental

O rei Luis IX (1214–70) desejou justiça a todos e criou novos tribunais para esse fim, e ele mesmo tentou curar leprosos. O carvalho de Vincennes, pelo menos de acordo com o mito, frequentemente fazia a justiça representar o afeto que seus súditos tinham por ele.  Durante um tempo, ele permaneceu sob a influência de sua mãe Branca de Castela, que apoiou a política expansionista do Reino. Entretanto, Luís IX percebeu que muitas pessoas estavam descontentes com seu reinado e ordenou um grande inquérito em 1247 no qual aos seus sú(b)ditos era permitido expor as suas reclamações e mágoas com o Estado, e diversas reformas maiores foram feitas depois. Durante a primeira parte de se reinado ele ficou conhecido por recolher cavalos custosos, porém, após sua primeira derrota na cruzada, ele se tornou muito mais modesto e levou uma vida simples.
Luís IX recebeu uma educação comparável com a de seu pai, utilizando tutores particulares ao invés de um curso monástico. Ele adquiriu uma competência respeitável em matemática, leitura, redação, gramática, retórica e filosofia. Suas documentações que não se perderam mostram que ele podia apresentar seus pensamentos lógica e organizadamente, tanto em francês quanto em latim. Ele se tornou um hábil cavaleiro e criou uma paixão por equinos.
Como o filho mais velho de Luís VIII, Luís IX foi coroado rei da França em 1226. Com apenas 12 anos, ele era muito jovem para governar de forma independente, mas como havia rivais com potencial, o jovem foi coroado rapidamente para evitar contestações. De fato as regras de sucessão francesa estavam incertas para muitos, pois Hugo Capeto fora eleito rei ao invés de ganhar o poder por herança de seu pai; muitos reis franceses foram coroados por seus pais quando estes ainda eram vivos para evitar eleições. Para a felicidade do pequeno rei, ele era apoiado por muitos nobres poderosos que eram leais aos capetianos e que tomaram muito cuidado para evitar com que os rivais assumissem o poder. A Igreja da França e, posteriormente, o papa defenderam claramente essa posição.

##### Regência e revoltas
A  regência provo-se eficiente, quando Branca deixou todas as decisões aos administradores e atuou apenas como poder executivo. Ela permaneceu firme a todos os insultos e ataques pessoais a sua vida privada em seu objetivo de apoiar o Estado. Ela tinha sido vítimas de todos os insultos possíveis e foi acusada de ser amante de vários nobres e até um bispo. Eram certamente mentiras para acabar com sua autoridade. Muitos nobres estavam faltando a Reims quando Luís IX virou rei: o Conde da Flandres ainda estava detido, o Conde de Champagne estava proibido de comparecer e outros simplesmente se recusaram a participar. Todavia, a Condessa da Flandres substitui seu marido e o Duque da Borgonha também estava presente. Houve revoltas contra Branca nos anos seguintes; a primeira foi liderada pelo duque Pedro I da Bretanha, e os condes Hugo XI de Lusignan e Teobaldo II de Champanhe em Janeiro de 1227. Essa revolta foi apoiada pelo Rei Henrique III da Inglaterra, mas não enviou ajuda a eles. Por causa da falta de apoio e pelo fato de que eles estariam lutando contra seu rei, essa revolta não teve sucesso. Seus autores foram perdoados e receberam dinheiro para prestar homenagem ao rei.
Durante o mesmo período, os residentes de Languedoque, visando o fim da Cruzada albigense, pediram paz. Conde Raimundo VII de Toulouse entrou em negociações com Branca e o resultado teria importante consequência para a coroa. Eles assinaram o Tratado de Paris no qual Raimundo VII podia permanecer com suas terras até sua morte. Assistente ao tratado, a sua única filha Joana casou-se com Conde Afonso de Poitiers,com uma importante condição: se eles morressem sem um herdeiro, o controle de Languedoque seria da Coroa. De fato, Afonso e Joana morreram sem filhos e o rei ganhou acesso direto ao Mediterrâneo através de seus territórios, mudando o equilíbrio do poder de forma significativa. Muitas mudanças vieram em Languedoque, a mais evidente foi a criação da Inquisição, uma nova forma de poder jurídico combinando técnicas antigas, como tortura, com umas mais recentes como tribunais na qual provas eram apresentadas e o resultado do julgamento com argumentações formais. A Universidade de Toulouse também foi fundada no mesmo período.
Problemas surgiriam novamente ao norte quando um número maior de pessoas se revoltaram contra Branca, mas o rei estava sempre presente quando havia conflitos e isso frequentemente tinha suas consequências. A opinião pública começou a se voltar contra a regência. Quando a Igreja pediu a Branca para punir quem participava do Carnaval de Paris, ordenou que todos os homens acusados de participarem teriam que ser presos e sentenciados. Professores e alunos da Universidade de Paris foram as primeiras vítimas dessa política, resultando na Revolta de 1229. Muitos professores receberam a proposta de ir para Londres ensinar lá e a maioria se mudou para Orleães. Branca, ultimamente, teve que desistir e o papa garantiu privilégios à Universidade de Paris. O Conde da Bolonha subsequentemente atacou o Conde de Champagne, e em 1230 o rei da Inglaterra chegou na Bretanha para cercar o rei da França. O Exército Real rapidamente agiu contra as forças inglesas e Henrique III fugiu para Bordéus para voltar à Inglaterra. Aproveitando esse desvio, Branca mudou-se para ajudar o Conde de Champagne, ganhando territórios para a Coroa Francesa. A última revolta foi liderada por Pierre Mauclerc e foi suprimida por Luís IX em 1234, agora velho suficiente para governar só.

### A Guerra dos Cem Anos
A morte de Carlos IV em 1328 sem herdeiros homens acabou com a principal linha capetina. De acordo com a lei sálica, a coroa não podia passar através de uma mulher (a filha de Filipe Vera Isabela, cujo filho era Eduardo III da Inglaterra), então o trono passou para Felipe VI, filho de Carlos de Valois. Isso, e mais uma longa disputa sobre os direitos de Gasconha no sul da França e a relação entre a Inglaterra e as cidades têxteis Flandres, levaram à Guerra dos Cem Anos de 1337–1453. O século seguinte viu-se numa guerra devastadora, revoltas campenosas (a revolta camponesa de 1381 e a Jacquerie de 1358 na França) e o crescimento do nacionalismo em ambos os países.
As perdas francesas na primeira fase (1337–1360) foram parcialmente revertidas na segunda (1369–1396); mas a vitória destrutiva de Henrique V na batalha de Agincourt em 1415 contra uma França amargamente dividida entre os rivais Armagnac e as facções de Borgonha da casa real, levou o reconhecimento de seu filho Henrique VI como rei em Paris sete anos depois sob o Tratado de Troyes de 1420, reduzindo o Estado de Valois para o sul do Vale do Rio Loire.
A humilhação francesa foi subitamente revertida em 1429 pelo aparecimento de um movimento restauracionista simbolizado pela camponesa Joana d'Arc de Domremy la Pucelle, que alegou a orientação de vozes divinas para a campanha que rapidamente fechou o cerco inglês de Orleães e acabou com a coroação de Carlos VIIna cidade histórica de Reims. Posteriormente capturada pelos borgonheses e vendido para seus aliados ingleses, sua execução por heresia em 1431 redobrou seu valor como a encarnação da causa francesa. Joana d'Arc foi posteriormente declarada inocente pelo papa Calisto III depois de sua família solicitar um novo julgamento. Em 1920 ela foi canonizada pelo Papa Bento XV.

França em 1435

A reconciliação em 1435 entre o rei e Filipe III, Duque de Borgonha removeu o maior obstáculo da recuperação francesa, levando para a retomada de Paris (1436), Normandia (1450) e Aquitânia (1453), reduzindo o ponto de apoio da Inglaterra a uma pequena área ao redor de Calais (perdida em 1558). Depois da vitória sobre a Inglaterra, o surgimento da França como uma poderosa monarquia foi marcado pela "incorporação" dos Ducados de Borgonha (1477) e Bretanha (1532), que eram estados independentes.
Os prejuízos do século foram enormes, principalmente devido à praga (a Peste Negra, muitas vezes considerada um surto da peste bubônica), que veio da Itália em 1348, espalhando-se rapidamente pelo Vale do Ródano e daí atravessando a maior parte do país: são estimado que pelos impostos a população francesa era de 18–20 milhões em 1328 150 anos depois a população que pagou impostos foi 50% menor.

## Economia
O período após a morte de Carlos Magno foi marcado por uma crise económica por causa da instabilidade política; a vida nas cidades praticamente desapareceu. Entretanto, isso mudou por volta do século XI. A introdução de novas safras, a melhora do clima e o surgimento de novas técnicas agrícolas criaram grande excedente. Isso veio acompanhado com o crescimento das cidades, trocas e manufatura. A economia teve crise novamente no século XIV devido à guerra, clima e a Peste Negra.
A economia rural era feudal; nas cidades a economia era organizadas em guildas.

## Governo
A França tinha um sistema de governo feudal; o poder real estava enfraquecido. Nas áreas rurais, senhores feudais tinha o poder no seu feudo, tanto no exército como nas leis. Isso foi resultado do caos que seguiu as invasões bárbaras. A hierarquia feudal começava com o reino topo. Seguido de senhores leigos, duques e outros nobres com títulos que receberam terras no território real. Abaixo deles estavam os vassalos ou senhores menores que controlavam pequenas terras no feudo de outro senhor. Cada feudo tinha seu próprio exército, que geralmente eram banidos pelo rei devido ao pobre serviço militar. Abaixo dos cavaleiros estavam os servos. Servos eram camponeses que estavam em dívida com os senhores e para pagar a dívida eles tinham que trabalhar no feudo e dar metade de sua produção ao seu senhor. Um servo estava preso a sua terra, eles não podiam viajar sem permissão. Um servo podia ser vendido de um senhor para outro. Se o senhor morresse, os servos continuariam trabalhando para um novo nobre. Em áreas urbanas o crescimento populacional levou ao surgimento de "comunas" autônomas, que serviam de unidade para um governo próprio.